# Renato II Borromeo
Renato II Borromeo, IV marchese di Angera (Milano, 23 agosto 1618 – Milano, 1º maggio 1685), è stato un nobile italiano.

## Biografia

### Giovinezza ed educazione
Figlio di Carlo III Borromeo e di Isabella d'Adda, Renato II nacque a Milano il 23 agosto 1613 e dal padre venne avviato alla carriera degli studi il filosofia nella speranza forse di avviarlo un giorno alla carriera politica e culturale, motivo per cui nel 1628 venne inviato in Spagna per completare i propri studi.

### Matrimonio
Renato II sposò a Milano il 26 dicembre 1652 Giulia Arese, figlia del conte Bartolomeo III Arese e di sua moglie, la marchesa Lucrezia Omodei.

### Carriera politica
Nel 1649 ottenne l'incarico di ambasciatore del ducato di Milano in Spagna, paese da cui fece rientro solo nel 1652 quando, il 9 luglio, venne ammesso fra i sessanta Decurioni del Consiglio Generale della città di Milano, carica che era già stata occupata da suo nonno materno, il marchese Giovanni Battista Omodei.

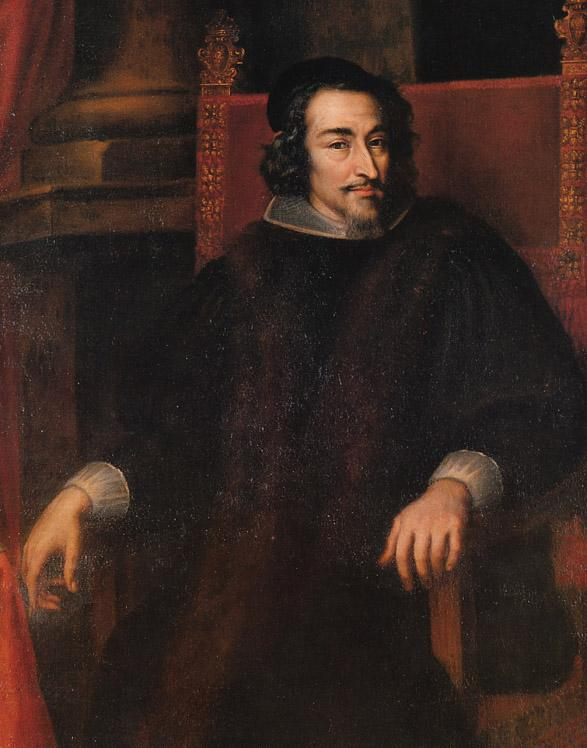
Ritratto di Bartolomeo III Arese di Giacinto Santagostino, Quadreria dell'Ospedale Maggiore, Milano

Fu in quegli anni che la sua persona divenne d'importanza capitale nel consolidamento della famiglia Borromeo nell'organizzazione dello stato milanese tramite il suo matrimonio, celebrato il 21 ottobre di quello stesso 1652, con la contessa Giulia Arese, figlia ed erede del conte Bartolomeo, presidente del senato di Milano ed uno dei più ricchi possidenti locali. Questo matrimonio, di grande impatto presso l'aristocrazia milanese del tempo, non solo arricchì ulteriormente i già potenti Borromeo ma fece sì che il figlio primogenito della coppia, assumesse il cognome di "Borromeo Arese".

### Morte

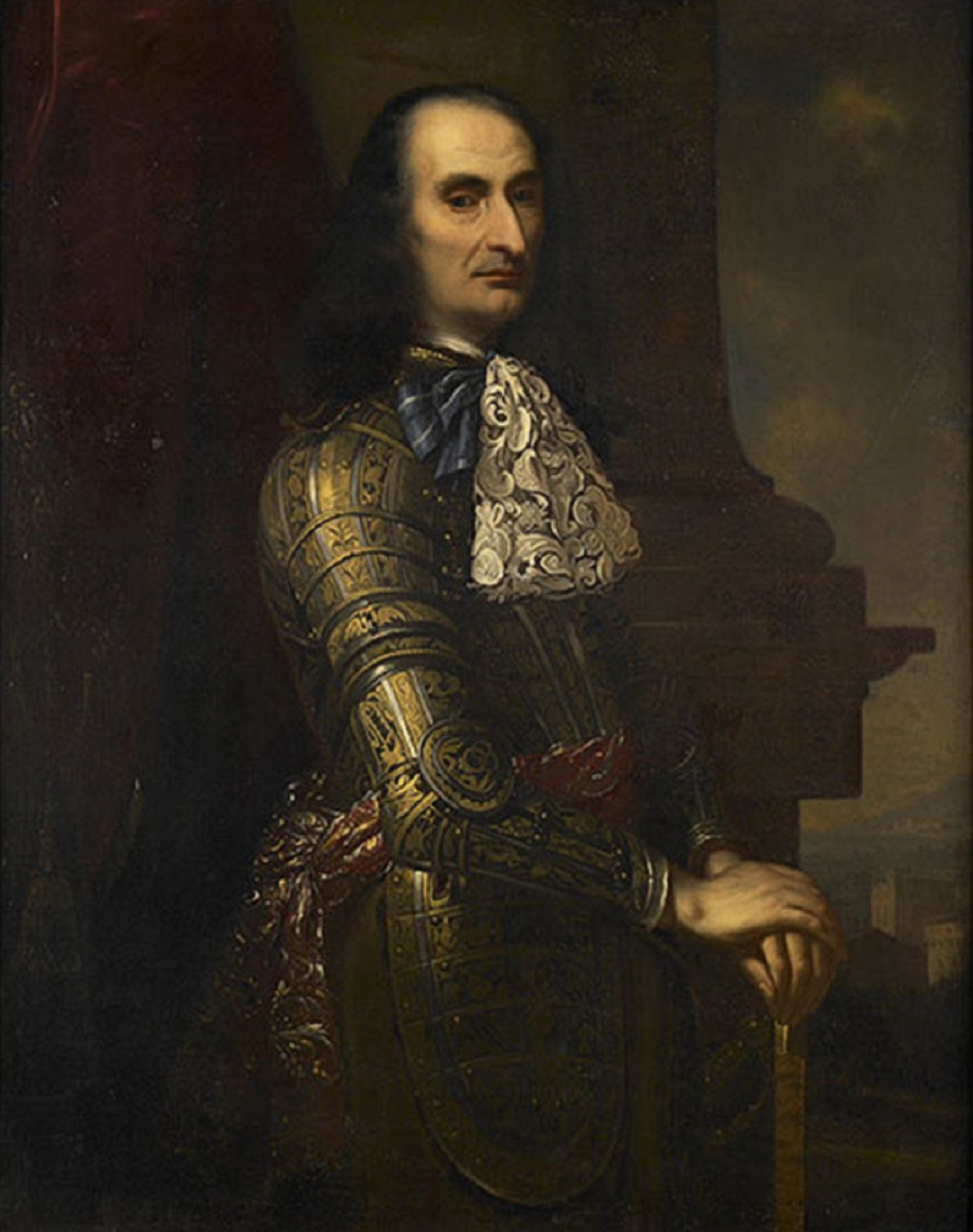
Ritratto di Vitaliano VI Borromeo di Salomon Adler, XVII secolo. Oggi questo dipinto è conservato nel Palazzo Borromeo, Isola Bella

Morì a Milano il 1 maggio 1685, lasciando i propri titoli al fratello Vitaliano che già occupava una posizione militare rilevante, ben sapendo che questi senza figli avrebbe poi lasciato i titoli a sua volta a suo figlio primogenito, Carlo.

## Discendenza
Renato II e Giulia Arese ebbe i seguenti figli:
- Giustina (1654 - 1714), sposò Cristiano Stampa, conte di Montecastello
- Margherita (1656 - 1717), sposò Antonio dal Verme, conte di Sanguinetto
- Carlo, marchese di Angera
- Isabella (1660 - 1692), monaca col nome di "suor Marianna Giuseppa" nel convento di Santa Maria della Vittoria a Milano
- Lucrezia (1665 - 1667)
- Beatrice (1666 - 1704), monaca col nome di "suor Rosa Marianna" nel convento di Santa Maria della Vittoria a Milano
- Anna Teresa (1668 - 1692), monaca col nome di "suor Marianna Giovanna" nel convento di Santa Maria della Vittoria a Milano, priora dal 1686
- Lucrezia (1670 - 1716), sposò il principe Antonio Teodoro Gaetano Gallio Trivulzio
- Giberto (1671 - 1740), vescovo di Novara e cardinale
- Renato (n. e m. 1673)
- Giulio Federico (n. e m. 1675)
- Maria Geronima (1678 - 1742), monaca col nome di "suor Domenica Teresa" nel convento di Santa Maria della Vittoria a Milano
- Maria Lucrezia (morta infante)

## Ascendenza
|                    |               |                            | Genitori                    |  |  | Nonni |  |  | Bisnonni               |  |  | Trisnonni         |  |
|                    |               |                            |                             |  |  |       |  |  | Giulio Cesare Borromeo |  |  | Federico Borromeo |  |
|                    |               |                            |                             |  |  |       |  |  | Giulio Cesare Borromeo |  |  | Federico Borromeo |  |
|                    |               | Veronica Visconti di Somma |                             |  |  |       |  |  | Giulio Cesare Borromeo |  |  |                   |  |
| Renato I Borromeo  |               |                            |                             |  |  |       |  |  | Giulio Cesare Borromeo |  |  |                   |  |
|                    |               | Margherita Trivulzio       | Renato Trivulzio            |  |  |       |  |  |                        |  |  |                   |  |
|                    |               | Margherita Trivulzio       | Renato Trivulzio            |  |  |       |  |  |                        |  |  |                   |  |
|                    |               | Margherita Trivulzio       | Isabella Borromeo           |  |  |       |  |  |                        |  |  |                   |  |
| Carlo III Borromeo |               | Margherita Trivulzio       |                             |  |  |       |  |  |                        |  |  |                   |  |
|                    |               | Ottavio Farnese            | Pier Luigi Farnese          |  |  |       |  |  |                        |  |  |                   |  |
|                    |               | Ottavio Farnese            | Pier Luigi Farnese          |  |  |       |  |  |                        |  |  |                   |  |
|                    |               | Ottavio Farnese            | Gerolama Orsini             |  |  |       |  |  |                        |  |  |                   |  |
| Ersilia Farnese    |               | Ottavio Farnese            |                             |  |  |       |  |  |                        |  |  |                   |  |
|                    |               | …                          | …                           |  |  |       |  |  |                        |  |  |                   |  |
|                    |               | …                          | …                           |  |  |       |  |  |                        |  |  |                   |  |
|                    |               | …                          | …                           |  |  |       |  |  |                        |  |  |                   |  |
| Renato II Borromeo |               | …                          |                             |  |  |       |  |  |                        |  |  |                   |  |
|                    | Erasmo d'Adda | Rinaldo d'Adda             |                             |  |  |       |  |  |                        |  |  |                   |  |
|                    | Erasmo d'Adda | Rinaldo d'Adda             |                             |  |  |       |  |  |                        |  |  |                   |  |
|                    | Erasmo d'Adda | Margherita di Carupo       |                             |  |  |       |  |  |                        |  |  |                   |  |
| Ercole d'Adda      | Erasmo d'Adda |                            |                             |  |  |       |  |  |                        |  |  |                   |  |
|                    |               | Isabella Bottoli           | Galasso Bottoli             |  |  |       |  |  |                        |  |  |                   |  |
|                    |               | Isabella Bottoli           | Galasso Bottoli             |  |  |       |  |  |                        |  |  |                   |  |
|                    |               | Isabella Bottoli           |                             |  |  |       |  |  |                        |  |  |                   |  |
| Isabella d'Adda    |               | Isabella Bottoli           |                             |  |  |       |  |  |                        |  |  |                   |  |
|                    |               | Giacomo d'Adda             | Gaspare d'Adda              |  |  |       |  |  |                        |  |  |                   |  |
|                    |               | Giacomo d'Adda             | Gaspare d'Adda              |  |  |       |  |  |                        |  |  |                   |  |
|                    |               | Giacomo d'Adda             | Margherita Rabbia           |  |  |       |  |  |                        |  |  |                   |  |
| Margherita d'Adda  |               | Giacomo d'Adda             |                             |  |  |       |  |  |                        |  |  |                   |  |
|                    |               | Francesca Scarovigna       | Giovanni Antonio Scarovigna |  |  |       |  |  |                        |  |  |                   |  |
|                    |               | Francesca Scarovigna       | Giovanni Antonio Scarovigna |  |  |       |  |  |                        |  |  |                   |  |
|                    |               | Francesca Scarovigna       | Dorotea Ferrero             |  |  |       |  |  |                        |  |  |                   |  |
|                    |               | Francesca Scarovigna       |                             |  |  |       |  |  |                        |  |  |                   |  |